# Kōji Hashimoto (Fußballspieler)
Kōji Hashimoto (japanisch 橋本 晃司 Hashimoto Kōji; * 22. April 1986 in Kanazawa, Präfektur Ishikawa) ist ein japanischer Fußballspieler.

## Karriere
Hashimoto erlernte das Fußballspielen in der Schulmannschaft der Seiryo High School und der Universitätsmannschaft der Meiji-Universität. Seinen ersten Vertrag unterschrieb er 2006 bei Nagoya Grampus Eight (heute: Nagoya Grampus). Der Verein spielte in der höchsten Liga des Landes, der J1 League. Mit dem Verein wurde er 2010 japanischer Meister. 2011 wurde er mit dem Verein Vizemeister der J1 League. Für den Verein absolvierte er fünf Erstligaspiele. 2012 wechselte er zum Zweitligisten Mito HollyHock. Für den Verein absolvierte er 77 Ligaspiele. 2014 wechselte er zum Erstligisten Omiya Ardija. Für den Verein absolvierte er 16 Erstligaspiele. 2015 wechselte er zum Ligakonkurrenten Kawasaki Frontale. Für den Verein absolvierte er neun Ligaspiele. 2017 wechselte er zum Zweitligisten Mito HollyHock. Für den Verein absolvierte er 36 Ligaspiele.

## Erfolge
Nagoya Grampus
- J1 League

Meister: 2010
Vizemeister: 2011
- Kaiserpokal

Finalist: 2009
- Japanischer Supercup: 2011

Kawasaki Frontale
- Kaiserpokal

Finalist: 2016